# Wasserumleitungskanal

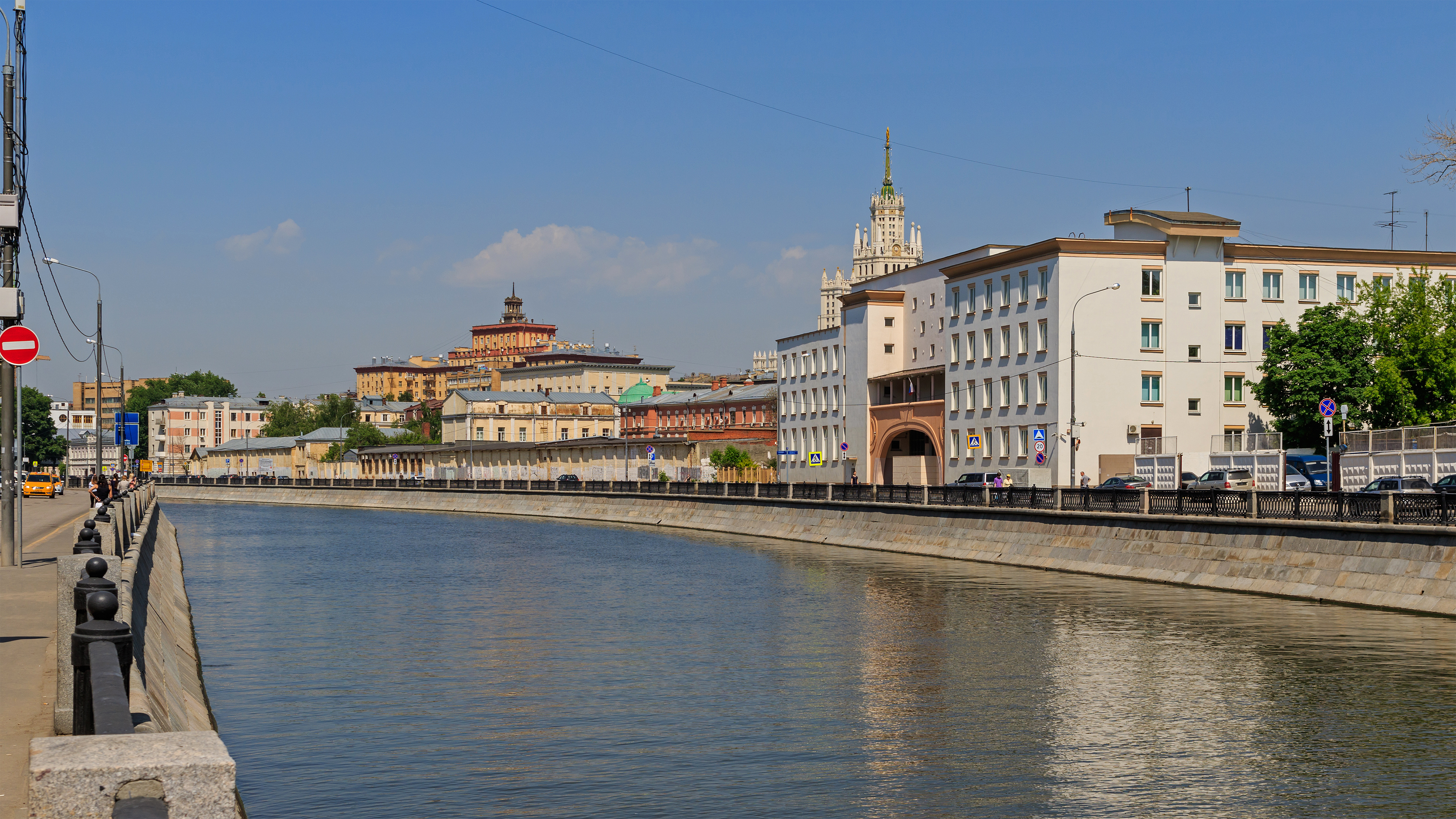
Wasserumleitungskanal

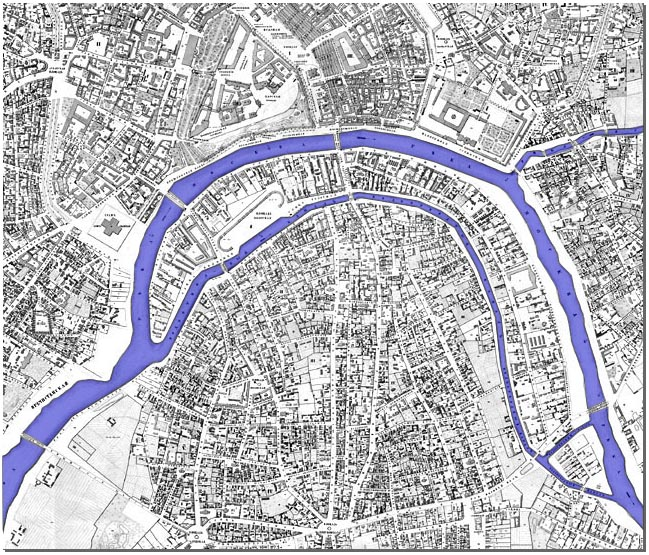
Die Moskwa und der Kanal auf einem Stadtplan von 1853

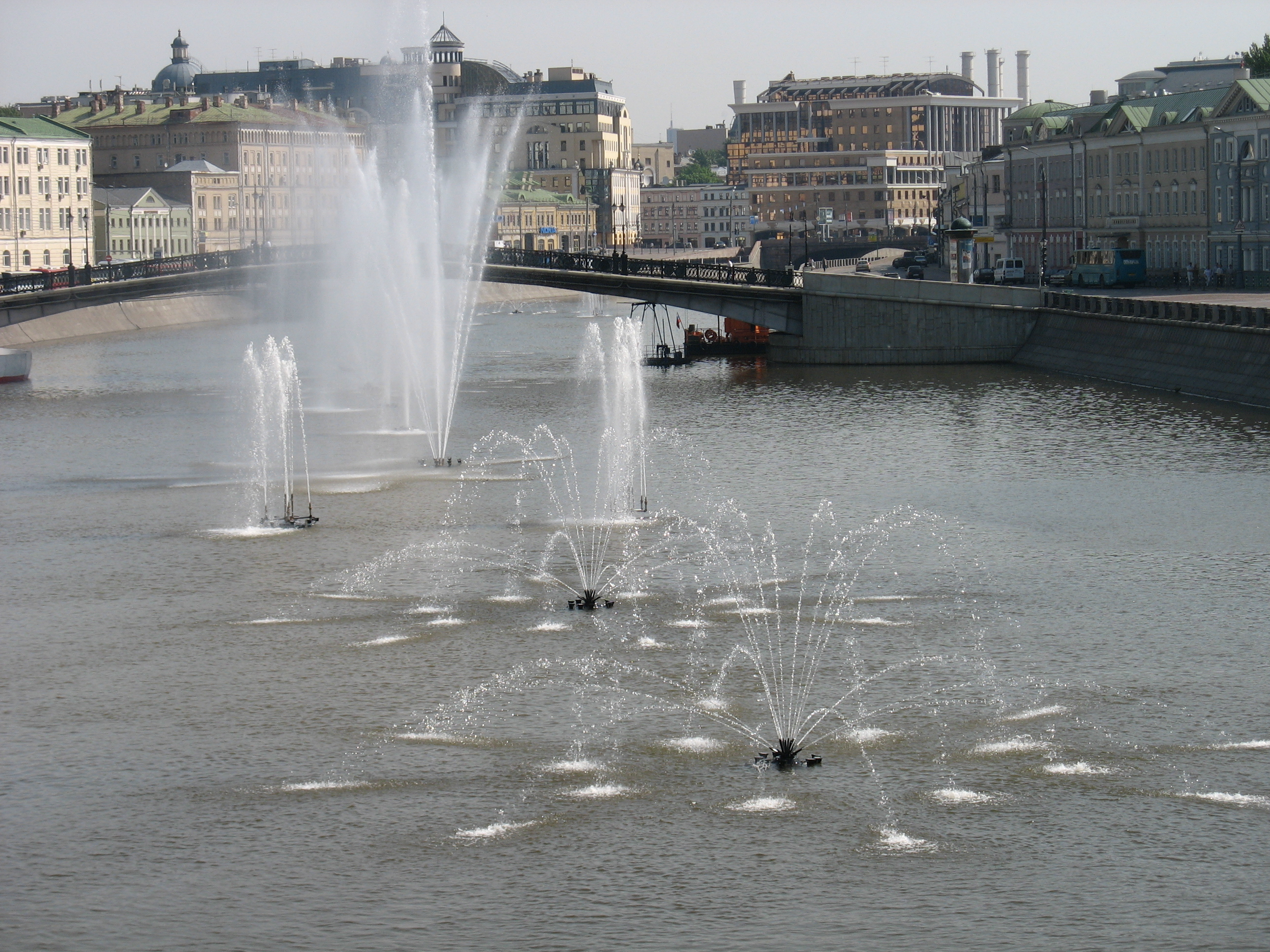
Springbrunnen im Wasserumleitungskanal

Der Wasserumleitungskanal (russisch Водоотво́дный кана́л, Transkription: Wodootwodny Kanal) ist ein in den Jahren 1783 bis 1786 angelegter Kanal im historischen Stadtzentrum Moskaus. Er verläuft parallel zur Moskwa nahe dem Kreml, wo der Fluss einen leicht bogenförmigen Verlauf aufweist. Der 30 bis 50 Meter breite und rund zwei Meter tiefe Kanal zweigt nahe dem Gorki-Park von der Moskwa ab und mündet vier Kilometer weiter östlich wieder in den Fluss. Er bildet zusammen mit der Moskwa eine künstliche Insel, deren Bebauung Bestandteil des historischen Viertels Samoskworetschje ist.

## Entstehung
Die frühe Entstehung des Moskauer Wasserumleitungskanals geht auf häufige Überschwemmungen zurück, die das schon seit dem 14. Jahrhundert von Menschen bewohnte Viertel „hinter der Moskwa“ (was Samoskworetschje auch bedeutet) immer wieder heimsuchten. Ursache hierfür war vor allem die sehr niedrige Lage der Gegend, die dazu führte, dass das Areal innerhalb des Flussbogens als erstes überschwemmt wurde, wenn der Pegel der Moskwa nach andauernden Regenfällen anstieg. Laut schriftlichen Überlieferungen gab es in Samoskworetschje allein im 18. Jahrhundert sechs starke Hochwasser. Um dieses Problem zu lösen, begann man in den 1770er-Jahren einen Umgehungskanal der Moskwa zu planen, der einen Teil der Wassermassen des Flusses umlenken und damit seinen regulären Pegelstand senken sollte.
Ursprünglich war ein Kanalsystem nach dem Sankt Petersburger Vorbild mit einem Längs- und mehreren Querkanälen geplant, wenig später wurde der Plan jedoch vereinfacht. 1783 bis 1786 entstand nach einem Entwurf des im russischen Exil lebenden französischen Architekten Nicolas Legrand ein Hauptkanal parallel zum Moskwa-Bogen sowie in dessen Mittelbereich ein Querkanal, der jedoch in den 1870er-Jahren aufgelassen und überbaut wurde. Nach der Fertigstellung des Kanals war die damit gebildete Insel von da an vor Überschwemmungen weitgehend sicher; die sich im Zuge der vielen Hochwasser gebildeten Sümpfe auf der Insel wurden ausgetrocknet, womit viel zusätzliches Bauland gewonnen werden konnte.
Der östlichste Abschnitt des Kanals verlief ursprünglich parallel zum Gartenring, wurde jedoch Mitte des 19. Jahrhunderts in ein neues Bett umgeleitet, so dass das alte Bett einen neuen Querkanal bildete. Dieser wurde erst in den 1930er-Jahren aufgelassen. Der Schiffsverkehr auf dem Wasserumleitungskanal wurde nach der Errichtung neuer Dämme an der Moskwa in den 30ern eingestellt. Seit Sommer 2008 befahren jedoch wieder kleinere Ausflugsschiffe den Wasserumleitungskanal.
Heutzutage überspannen den Kanal zehn Brücken, davon vier reine Fußgängerbrücken. Wie auch bei der Moskwa im Stadtzentrum, sind die Ufer des Kanals mit Kaimauern befestigt. An mehreren Stellen wurden Springbrunnen in das Kanalbett eingebaut. Die Ufer des Kanals und deren Umgebung gelten aufgrund der Vielzahl bis heute erhaltener Altbauten aus dem 18. und 19. Jahrhundert als touristische Attraktion.
Am Beginn des Kanals wurde 1997 das Denkmal für Peter I. auf einer künstlichen Insel errichtet. Mit rund 95 Metern Höhe ist es eine der höchsten Statuen der Welt.